# Борловеній-Ной
Борловеній-Ной (рум. Borlovenii Noi) — село у повіті Караш-Северін в Румунії. Входить до складу комуни Прігор.
Село розташоване на відстані 317 км на захід від Бухареста, 41 км на південний схід від Решиці, 113 км на південний схід від Тімішоари.

## Населення
За даними перепису населення 2002 року у селі проживали 507 осіб.
Національний склад населення села:
| Національність | Кількість осіб | Відсоток |
| -------------- | -------------- | -------- |
| румуни         | 475            | 93,7%    |
| цигани         | 31             | 6,1%     |

Рідною мовою назвали:
| Мова      | Кількість осіб | Відсоток |
| --------- | -------------- | -------- |
| румунська | 475            | 93,7%    |
| циганська | 30             | 5,9%     |